# Libertango (2009.)
Libertango je nezavisni hrvatski srednjemetražni igrani film iz 2009. godine, čiji scenarij, produkciju i režiju potpisuje mlada autorica Sara Hribar.
Film je premijerno prikazan na Zagreb Film Festivalu 2009.-e godine, nakon čega je prikazan na 30ak svjetskih festivala. 
Film tematizira ljubavni trokut koji čini mlada glazbenica Tamara, njezina djevojka- pijanistica Julija, i mladi muškarac kojeg slučajno upoznaju- Bruno. Film istražuje tanke granice između prijateljstva i ljubavi, te ljudske seksualnosti unutar jednog dana i jedne noći u životu protagonista.
Film obilježavaju jake glumačke izvedbe: Jadranka Đokić, Nataša Janjić, Frano Mašković.
- režija: Sara Hribar
- scenarij: Sara Hribar
- direktor fotografije: Dario Hacek
- montaža: Anja Novković
- animacija: Ivan Turčin
- glumci: Jadranka Đokić, Nataša Janjić, Frano Mašković, Judita Franković, Zrinka Cvitešić, Romina Vitasović, Saša Anočić, Ivan Bošnjak
- glazba: Svadbas
- produkcija: F.I.Z.